# انتگرال نور روزانه
انتگرال نور روزانه (به انگلیسی Daily light integral؛ سرواژه DLI) به تعداد فوتونهای کنشگر (فعال) فتوسنتزی اشاره می‌کند. فوتونهای نور که از لحاظ فتوسنتزی کنشگر یا فعال هستند در بازه ۴۰۰–۷۰۰ نانومتر قرار دارند که در یک بازه زمانی ۲۴ ساعته به گیاه می‌رسد. این متغیر مخصوصاً برای توصیف محیط نور گیاهان بسیار مفید است.

## تعریف و واحدها
انتگرال نور روزانه (DLI) به تعداد فوتونهای کنشگر فتوسنتزی (فوتونهایی که در محدوده پرتوافشانی کنشگر فتوسنتزی قرار دارند و در فتوسنتز نقش دارند) اشاره می‌کند که طی یک روز در یک متر مربع پخش شده است. این عدد تابعی از میزان شدت نور فتوسنتز و مدت زمان (طول روز) است و معمولاً با واحد مولِ نور (مول فوتون) در هر متر مربع (متر -2) در هر روز (روز -1)
DLI معمولاً با اندازه‌گیری چگالی سیلان فوتون فتوسنتزی (به انگلیسی Photosynthetic photon flux density یا PPFD) در μmol · m − 2 · s −1 (تعداد فوتونهای موجود در محدوده پرتوافشانی کنشگر پخش شده در متر مربع در ثانیه) محاسبه می‌شود. این عدد در طول روز تغییر می‌کند و از این رو با استفاده از این عدد میزان تخمینی فوتونهای موجود در محدوده پرتوافشانی کنشگر فتوسنتزی پخش شده طی یک دوره ۲۴ ساعته برای یک منطقه خاص محاسبه می‌شود. به عبارت دیگر، DLI مجموع اندازه‌گیری‌های PPFD در هر ثانیه را در طی یک دوره ۲۴ ساعته توصیف می‌کند.
اگر شدت نور فتوسنتز برای کل دوره ۲۴ ساعته ثابت بماند، می‌توان DLI در mol m- 2 d -1 را از PPFD لحظه‌ای با معادله زیر تخمین زد: μmol m- 2 s -1 ضرب در ۸۶۴۰۰ (تعداد ثانیه در یک روز) و 10 6 (تعداد میکرومول در یک مول). بنابراین به فرض این که شدت نور برای کل ۲۴ ساعت ثابت بماند، ۱ میکرومول m- 2 s -1 = 0.0864 mol m- 2 d -1.

## دلایل استفاده از انتگرال نور روزانه

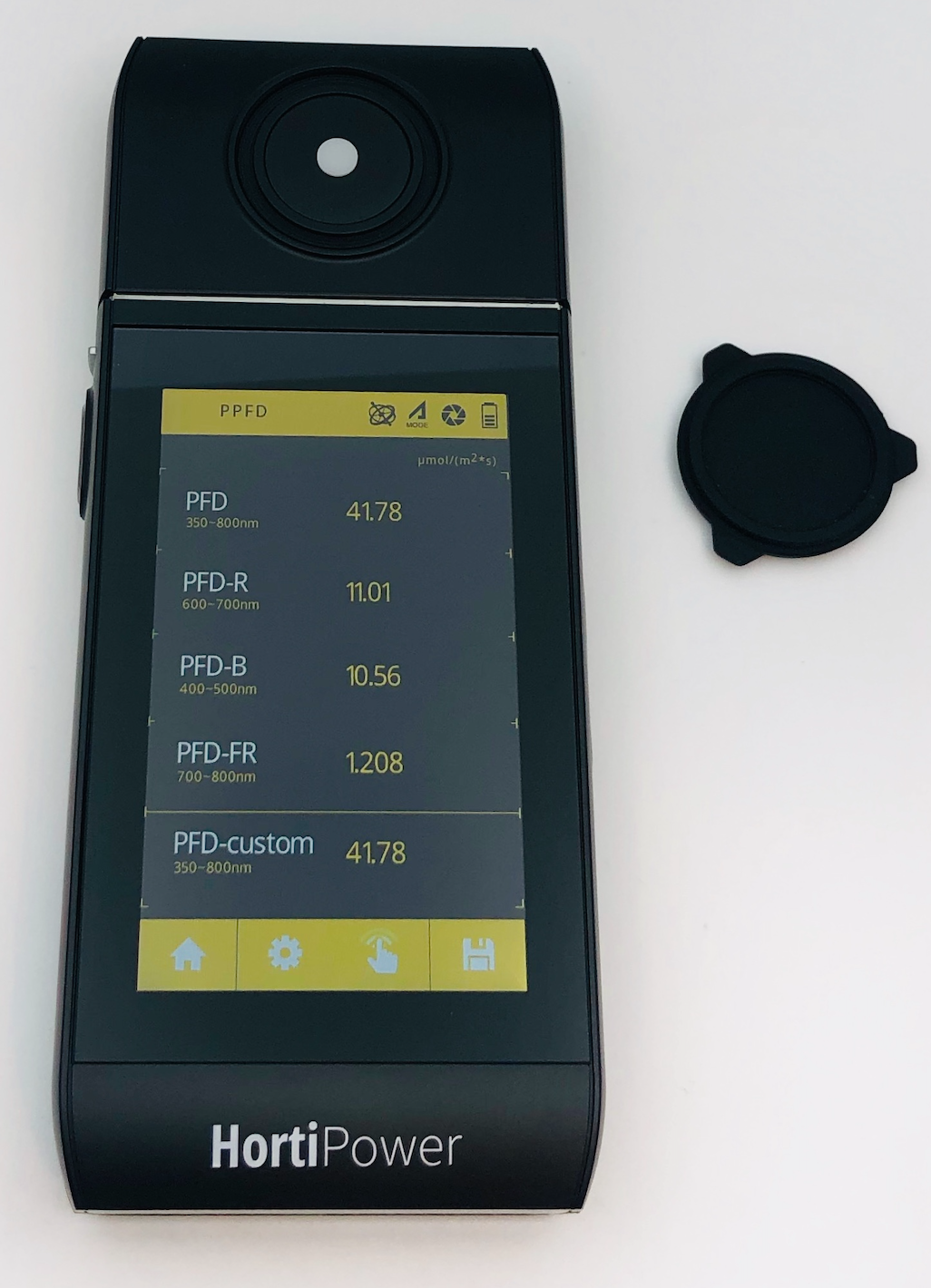
انرژی‌سنج HortiPower قادر به اندازه‌گیری PPFD در یک لحظه خاص، یا اندازه‌گیری‌های مرتب با فاصله زمانی مشخص‌شده است.

زیست‌شناسان در گذشته از لوکس یا از انرژی‌سنج برای محاسبه کمی شدت نور استفاده می‌کردند. وقتی که دانشمندان فهمیدند که تنها سیلان فوتونها در محدوده ۴۰۰–۷۰۰ نانومتر در رشد گیاهان مؤثر است، به استفاده از PPFD روی آوردند. با این حال PPFD معمولاً به صورت سیلان فوتون در ثانیه بیان می‌شود که مقیاس زمانی مناسب برای اندازه‌گیری تغییرات کوتاه مدت در فتوسنتز در سامانه‌هایی است که تبادل گاز انجام می‌دهند، اما وقتی که بخواهیم ویژگی‌های لازم نوری برای رشد گیاه را مشخص کنیم مقایس مناسبی نیست. اول به این دلیل که این شیوه محاسبه طول نور روزانه را در نظر نمی‌گیرد، اما دلیل مهم‌تر این است که شدت نور در مزرعه یا گلخانه‌ها روز به روز بسیار متفاوت است. دانشمندان سعی کرده‌اند با گزارش شدت نور اندازه‌گیری شده برای یک یا چند روز آفتابی در ظهر، این مسئله را حل کنند، اما مشکل این جاست که میزان محاسبه‌شده فقط برای دوره کوتاهی از روز است و دقت کافی را ندارد. انتگرال نور روزانه شامل تفاوت‌های روزانه نور و حتی تفاوت‌های نور در طول روز است و همچنین می‌توان آن را به عنوان مقداری متوسط در هر ماه یا در کل آزمایش گزارش داد. برخی از انرژی‌سنج‌ها می‌توانند PPFD را در یک بازه زمانی مانند ۲۴ ساعت محاسبه کنند.